# رهی معیری
محمدحسن «بیوک» معیری (زادهٔ ۱۰ اردیبهشت ۱۲۸۸ در تهران – درگذشتهٔ ۲۴ آبان ۱۳۴۷ در تهران) با تخلص رهی از غزلسرایان معاصر ایران و از ترانه‌سرایان و تصنیف‌سرایان به‌نام بود. از ترانه‌های سروده شده توسط وی می‌توان «شد خزان»، «شب جدایی»، «کاروان»، «مرغ حق» و «من از روز ازل» را نام برد.
او از دودمان معیرالممالک بود که از زمان نادر شاه افشار وزیر ضرابخانه و خزانه دار بوده‌اند تا زمان قاجار.
جد اعلای او از روستای ابرسج از بخش بسطام شهرستان شاهرود بوده‌است.

## زندگی
محمدحسن «بیوک» معیری فرزند محمدحسن‌خان مؤیدخلوت و نوهٔ دوستعلی‌خان نظام‌الدوله در دهم اردیبهشت ۱۲۸۸ خورشیدی در تهران چشم به جهان گشود. پدرش قبل از تولد رهی درگذشته بود. نیاکان او از عهد نادری تا اواخر عصر قاجار عهده‌دار مسئولیت‌های خطیری در امور کشوری بودند. هنر نیز در این خاندان مورثی بود. فروغی بسطامی غزلسرای مشهور عهد ناصری، از خانواده رهی برخاسته بود. رهی معیری تحصیلات ابتدایی و متوسطه را در تهران به پایان برد؛ آنگاه وارد خدمت دولتی شد و در مشاغلی چند خدمت کرد. از سال ۱۳۲۲ به ریاست کل انتشارات و تبلیغات وزارت پیشه و هنر - وزارت صنایع - منصوب شد. رهی پس از بازنشستگی نیز در کتابخانه سلطنتی مشغول به کار بود.
رهی از اوان کودکی به شعر و موسیقی و نقاشی دلبستگی فراوان داشت و در این هنرها بهره‌ای بسزا یافت.  در مصاحبه تقی روحانی با رهی معیری و مرتضی خان محجوبی در سال ۱۳۳۹، وی فرمود: " من در همه انواع و اقسام شعر از قبیل قصیده، غزل، مثنوی، رباعی آثاری دارم، ولی در بین انواع شعر به غزل علاقه بیشتری دارم، چون در این لباس آدم بهتر می‌تواند احساسات و عواطف عاشقانه‌اش را بیان بکند و من اولین شعر خودم را در سیزده سالگی یعنی در سی و هشت سال پیش ساختم."  
هفده سال بیش نداشت که اولین رباعی خود را سرود:
| کاش امشبم آن شمع طرب می‌آمد          |  | وین روز مفارقت به شب می‌آمد   |
| آن لب که چو جان ماست دور از لب ماست |  | ای کاش که جانِ ما به لب می‌آمد |

در آغاز شاعری، در انجمن ادبی حکیم نظامی که به ریاست حسن وحید دستگردی تشکیل می‌شد شرکت جست و از اعضای مؤثر و فعال آن بود و نیز در انجمن ادبی فرهنگستان از اعضای مؤسس و برجسته آن به‌شمار می‌رفت. رهی همچنین در انجمن موسیقی ایران عضویت داشت. اشعار رهی در بیشتر روزنامه‌ها و مجلات ادبی نشر یافت و آثار سیاسی، فکاهی و انتقادی او در روزنامه باباشمل و مجله تهران مصور چاپ می‌شد. در شعرهای فکاهی و انتقادی از نام مستعار «زاغچه»، «شاه پریون»، «گوشه‌گیر» و «حق گو» استفاده می‌کرد.
رهی معیری در سال‌های آخر عمر در برنامه گل‌های رنگارنگ رادیو، در انتخاب شعر با داوود پیرنیا همکاری داشت و پس از او نیز تا پایان زندگی آن برنامه را سرپرستی می‌کرد. رهی در همان سال‌ها سفرهایی به خارج از ایران داشت از جمله: سفر به ترکیه در سال ۱۳۳۶، سفر به اتحاد جماهیر شوروی در سال ۱۳۳۷ برای شرکت در جشن انقلاب کبیر، سفر به ایتالیا و فرانسه در سال ۱۳۳۸ و دو بار سفر به افغانستان، یک بار در سال ۱۳۴۱ برای شرکت در مراسم یادبود نهصدمین سال درگذشت خواجه عبدالله انصاری و دیگر در سال ۱۳۴۵. عزیمت به انگلستان در سال ۱۳۴۶ برای عمل جراحی، آخرین سفر معیری بود.

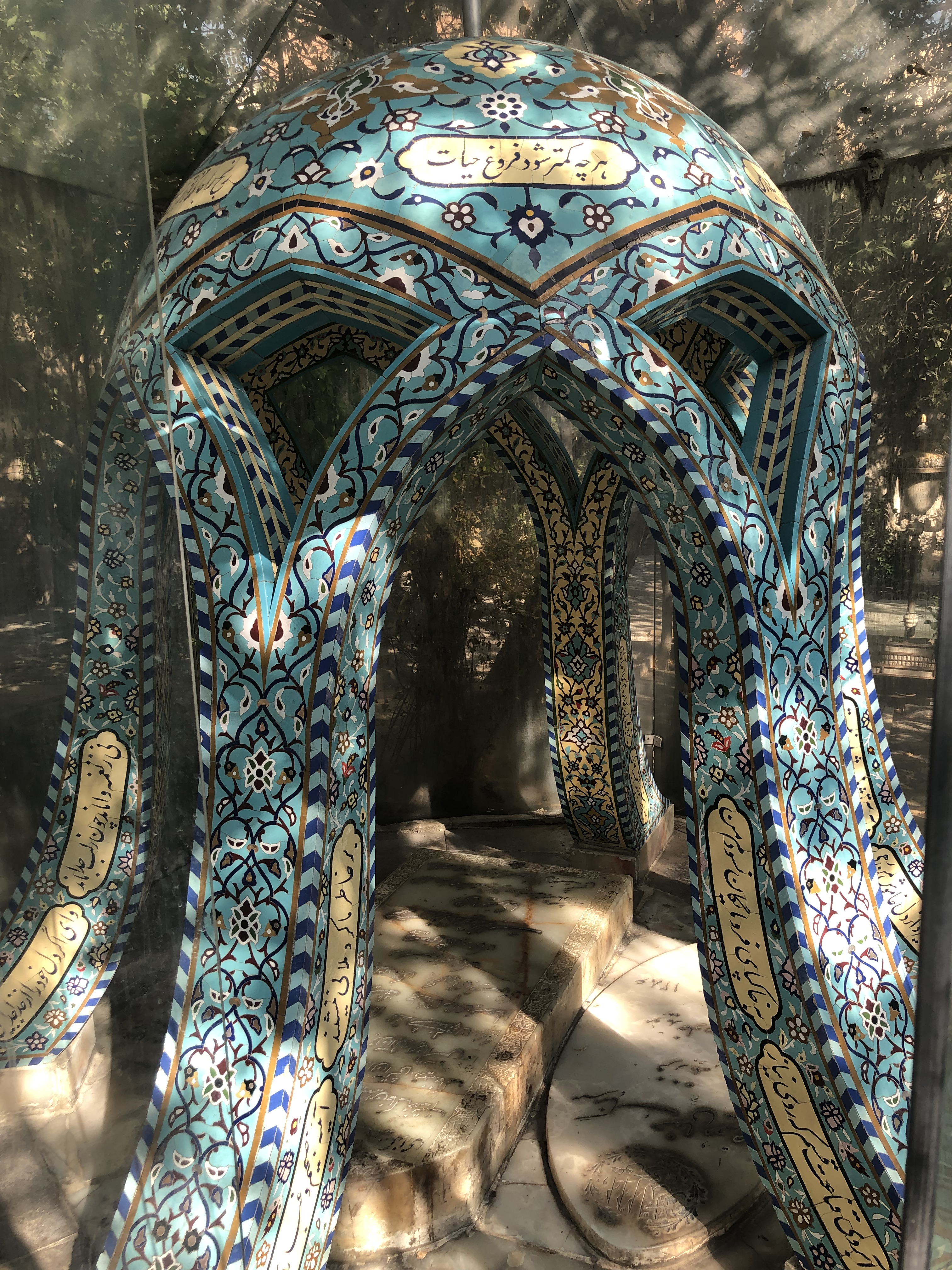
آرامگاه رهی معیری در گورستان ظهیرالدوله

رهی معیری در سال ۱۳۴۷ خورشیدی در تهران بر اثر سرطان در ۵۹ سالگی درگذشت. او در گورستان ظهیرالدوله شمیران به خاک سپرده شده‌است.

## آثار

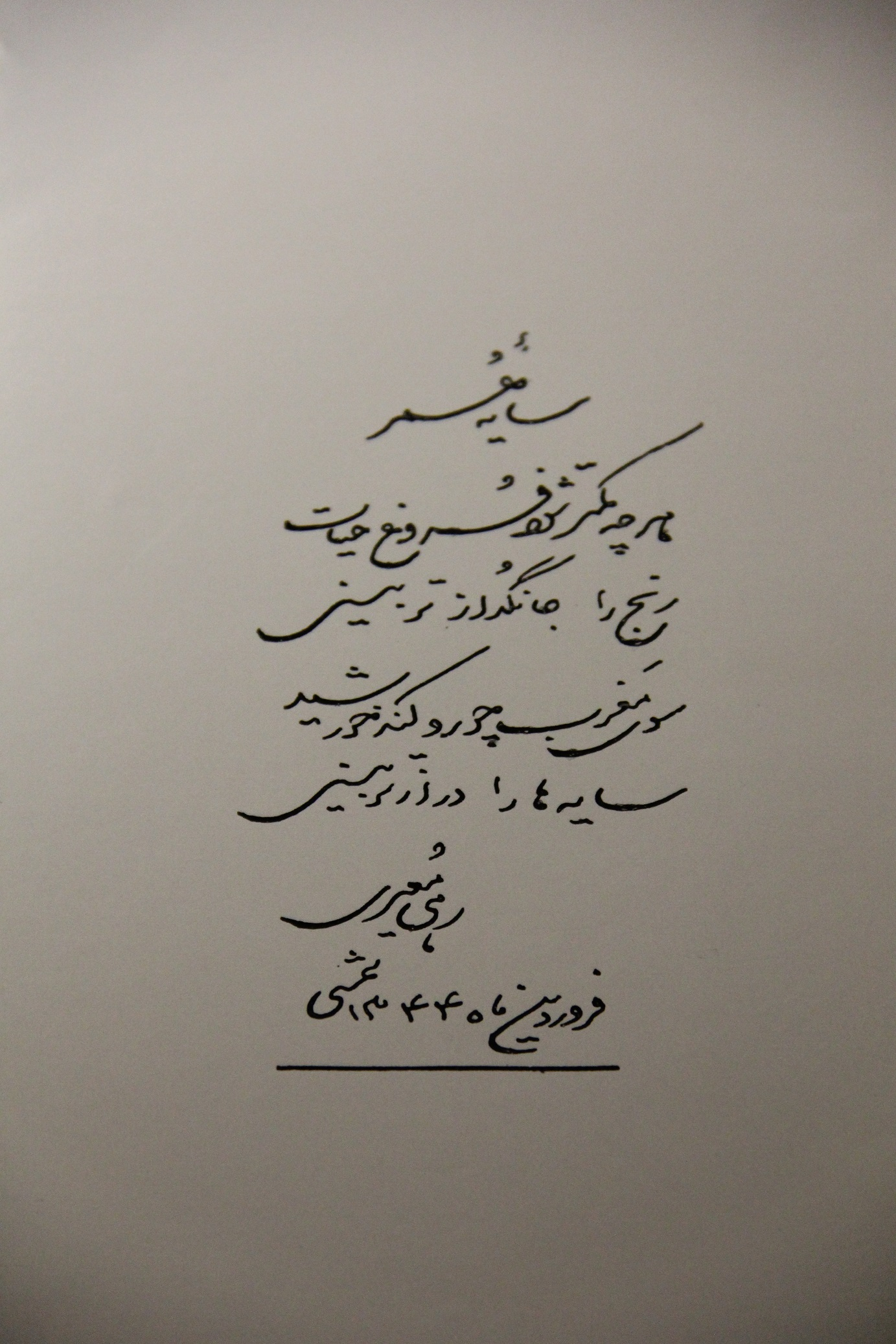
شعر «سایه عمر» به خط رهی معیری

مجموعه‌ای از اشعار رهی معیری با عنوان سایه عمر در سال ۱۳۴۵ به چاپ رسید.
رهی بی‌تردید یکی از چند چهره ممتاز غزل‌سرای معاصر است. سخن او تحت تأثیر شاعرانی چون سعدی، حافظ، مولوی، صائب و گاه مسعود سعد سلمان و نظامی است؛ اما دلبستگی و توجه بیشتر او به زبان سعدی است. این عشق و شیفتگی به سعدی سخنش را از رنگ و بوی شیوه استاد برخوردار کرده‌است، و حتی گفته‌اند که همان سادگی و روانی و طراوت غزل‌های سعدی را از بیشتر غزل‌های او می‌توان دریافت.
گاه‌گاه تخیلات دقیق و اندیشه‌های لطیف او شعر صائب و کلیم و حزین و دیگر شاعران شیوه اصفهانی را به یاد می‌آورد و در همان لحظه زبان شسته و یکدست او از شاعری به شیوه عراقی سخن می‌گوید.
رنگ عاشقانه غزل رهی، با این زبان شسته و مضامین لطیف تقریباً عامل اصلی اهمیت کار اوست، زیرا جمع میان سه عنصر اصلی شعر - آن هم غزل- از کارهای دشوار است.
از شعرهای معروف او، خزان عشق (به عبارتی همان تصنیف مشهور «شد خزان گلشن آشنایی» که بدیع‌زاده آن را در دستگاه همایون اجرا کرد)، نوای نی، دارم شب و روز، شب جدایی، یار رمیده، یاد ایام، بهار، کاروان، مرغ حق است. یکی از اشعار زیبا و معروف او خلقت زن است که در مذمت زنان سروده شده‌است. گزیده‌ای از این شعر در ادامه آورده شده‌است.

### شعر یاد ایامی
| یاد ایامی که در گلشن فغانی داشتم       |  | در میان لاله و گل آشیانی داشتم      |
| گِردِ آن شمع طرب می‌سوختم پروانه‌وار       |  | پای آن سرو روان اشک روانی داشتم     |
| آتشم بر جان ولی از شِکوه لب خاموش بود   |  | عشق را از اشک حسرت ترجمانی داشتم    |
| چون سرشک از شوق بودم خاک‌بوس درگهی      |  | چون غبار از شُکر سر بر آستانی داشتم  |
| در خزان با سرو و نسرینم بهاری تازه بود |  | در زمین با ماه و پروین آسمانی داشتم |
| درد بی‌عشقی ز جانم برده طاقت ورنه من    |  | داشتم آرام تا آرام جانی داشتم       |
| بلبل طبعم «رهی» باشد ز تنهایی خموش     |  | نغمه‌ها بودی مرا تا هم‌زبانی داشتم    |

### شعر بهار
| نوبهار آمد و گل سرزده چون عارض یار  |  | ای گل تازه، مبارک به تو این تازه بهار  |
| با نگاری چو گل تازه روان شو به چمن  |  | که چمن شد ز گل تازه چو رخسار نگار      |
| لاله‌وش باده به گلزار بزن با دلبر    |  | کز گل و لاله بُوَد چون رخ دلبر گلزار     |
| زلف سنبل شده از باد بهاری درهم      |  | چشم نرگس شده از خواب زمستان بیدار      |
| چمن از لالهٔ نورَسته بُوَد چون رخ دوست  |  | گلبن از غنچهٔ سیراب بُوَد چون لب یار      |
| روز عید آمد و هنگام بهار است امروز  |  | بوسه ده‌ای گل نورَسته، که عید است و بهار |
| گل و بلبل همه در بوس و کنارند ز عشق |  | گل من، سر مکش از عاشقی و بوس و کنار    |
| گر دل خلق بُوَد خوش که بهار آمد و گل  |  | نوبهار منی ای لاله‌رخ گل‌رخسار           |
| خلق گیرند ز هم عیدی اگر موقع عید    |  | جای عیدی، تو به من بوسه ده‌ای لاله‌عذار  |

### شعر خلقت زن
| کیم من؟دردمندی، ناتوانی         |  | اسیری، خسته ای، افسرده جانی     |
| تذروی آشیان بر باد رفته         |  | به دام افتاده ای از یاد رفته    |
| دلم بیمار و لب خاموش و رخ زرد   |  | همه سوز و همه داغ و همه درد     |
| بود آسان علاج درد بیمار         |  | چو دل بیمار شد، مشکل شود کار    |
| نه دمسازی که با وی راز گویم     |  | نه یاری تا غم دل باز گویم       |
| در این محفل چو من حسرت کشی نیست |  | به سوز سینهٔ من آتشی نیست        |
| الهی در کمند زن نیُفتی           |  | و گر اُفتی، به روز من نیفتی      |
| میان بر بسته چون خونخواره دشمن  |  | دل آزاری به آزار دل من          |
| دلم از خوی او، دمساز درد است    |  | زن بد خو، بلای جان مرد است      |
| زنان چون آتش اند از تندخویی     |  | زن و آتش، ز یک جنس اند گویی     |
| نه تنها نامراد آن دل شکن باد    |  | که نفرین خدا بر هر چه زن باد    |
| نباشد در مقام حیله و فن         |  | کم از نا پارسا زن، پارسا زن     |
| زنان در مکر و حیلت گونه گونند   |  | زیان اند و فریب اند و فسون اند  |
| چو زن یار کسان شد، مار از او به |  | چو تر دامن بود گل، خار از او به |
| حذر کن زان بت نسرین برا دوش     |  | که هر دم با خسی گردد هم آغوش    |
| وفا داری مجوی از زن که بی جاست  |  | کزین بر بت نمیاد نغمهٔ راست      |
| درون کعبه شوق دِیر دارد          |  | سری با تو سری با غیر دارد       |
| جهان داور چو گیتی را بنا کرد    |  | پی ایجاد زن، اندیشه‌ها کرد       |
| مهیا تا کند اجزای او را         |  | ستاند از لاله و گل، رنگ و بو را |
| ز دریا عُمق و از خورشید گرمی     |  | ز آهن سختی، از گلبرگ نرمی       |
| تکاپو از نسیم و مویه از جوی     |  | ز شاخ تر گراییدن به هر سوی      |
| ز امواج خروشان تند خویی         |  | ز روز و شب، دو رنگی و دو رویی   |
| صفا از صبح و شور انگیزی از می   |  | شکر افشانی و شیرینی از نی       |
| ز طبع زهره شادی آفرینی          |  | ز پروین شیوهٔ بالا نشینی         |
| ز آتش گرمی و دم سردی از آب      |  | خیال انگیزی از شب های مهتاب     |
| فریب از مار و دوراندیشی از مور  |  | طراوت از بهشت و جلوه از حور     |
| ز گرگ تیزدندان، کینه جویی       |  | ز طوطی، حرف ناسنجیده گویی       |
| جهانی را به هم آمیخت ایزد       |  | همه در قالب زن ریخت ایزد        |
| ندارد در جهان همتای دیگر        |  | به دنیا در بود دنیای دیگر       |
| ز طبع زن به غیر از شر چه خواهی  |  | وزین موجود افسونگر چه خواهی     |
| اگر زن نو گل باغ جهان است       |  | چرا چون خار سر تا پا زبان است؟  |
| چه بودی گر سرا پا گوش بودی      |  | چو گل با صد زبان خاموش بودی     |
| چنین خواندم زمانی در کتابی      |  | ز گفتار حکیم نکته یابی          |
| دو نوبت مرد، عشرت ساز گردد      |  | در دولت به رویش باز گردد        |
| یکی آن شب که با گوهر فشانی      |  | رباید مهر از گنجی که دانی       |
| دگر روزی که گنجور هوس کیش       |  | به خاک اندر نهد گنجینهٔ خویش     |

### ترانۀ شهنشاها[۳]
| شهنشاها جان و دلت از فیض حق بهره‌ور بادا |  | گل روی شهبانویت از روی گل تازه‌تر بادا    |
| روشن دل از نور خدایی                    |  | در علم و دین رهبر مایی                   |
| باشد زنان را آزادی از تو                |  | ایران زمین را آبادی از تو؛ شهنشاها       |
| به دیهیم دارا تو زینت فزایی             |  | که شاهنشه آریامهر مایی                   |
| مبارک بود تاج شاهی تو                   |  | همه شهریاران سپاهی تو                    |
| روشن دل از نور خدایی                    |  | در علم و دین رهبر مایی                   |
| باشد زنان را آزادی از تو                |  | ایران زمین را آبادی از تو؛ شهنشاها       |
| ایمن ز چشم حاسدان آسوده جان مانی الهی   |  | با دولت و بخت جوان در این جهان مانی الهی |
| شاها جاودان تویی                        |  | شاه مهربان تویی                          |

### شعر
| نه دل مفتون دل‌بندی، نه جان مدهوش دل‌خواهی |  | نه بر مژگان من اشکی، نه بر لب‌های من آهی  |
| نه جان بی‌نصیب‌م را پیامی از دلارامی       |  | نه شام بی‌فروغم را نشانی از سحرگاهی       |
| نیابد محفلم گرمی، نه از شمعی، نه از جمعی |  | ندارد خاطرم الفت، نه با مهری، نه با ماهی |
| کی‌ام من؟ آرزوگم‌کرده‌ای تنها و سرگردان     |  | نه آرامی، نه امّیدی، نه هم‌دردی، نه هم‌راهی |